# Episodi di Io so chi sei
La prima ed unica stagione della serie televisiva spagnola Io so chi sei (Sé quién eres), composta da 16 episodi, è stata trasmessa in prima visione in Spagna su Telecinco dal 16 gennaio al 1º maggio 2017.
In Italia la stagione è stata distribuita in esclusiva sul servizio di streaming Mediaset Infinity il 25 settembre e il 16 ottobre 2023.
| n° | Titolo originale             | Titolo italiano             | Prima TV Spagna  | Pubblicazione Italia |
| -- | ---------------------------- | --------------------------- | ---------------- | -------------------- |
| 1  | Kilómetro cero               | L'incidente                 | 16 gennaio 2017  | 25 settembre 2023    |
| 2  | Memoria selectiva            | Il segreto di famiglia      | 23 gennaio 2017  | 25 settembre 2023    |
| 3  | Matar al padre               | Nuove piste                 | 30 gennaio 2017  | 25 settembre 2023    |
| 4  | La ley de la permanencia     | Il padre di Alicia          | 6 febbraio 2017  | 25 settembre 2023    |
| 5  | La habitación 218            | Ana non è morta             | 13 febbraio 2017 | 25 settembre 2023    |
| 6  | Secretos del pasado          | L'amnesia è il tuo alibi    | 20 febbraio 2017 | 25 settembre 2023    |
| 7  | Punto de no retorno          | La moglie di Ezequiel       | 27 febbraio 2017 | 25 settembre 2023    |
| 8  | La pista falsa               | In carcere                  | 6 marzo 2017     | 25 settembre 2023    |
| 9  | Mil veces mejor que tú       | Un nuovo sospettato         | 13 marzo 2017    | 16 ottobre 2023      |
| 10 | Necesito ayuda               | La scomparsa                | 20 marzo 2017    | 16 ottobre 2023      |
| 11 | La vida en un suspiro        | Una fragile speranza        | 27 marzo 2017    | 16 ottobre 2023      |
| 12 | Duda razonable               | Gesti estremi               | 3 aprile 2017    | 16 ottobre 2023      |
| 13 | El precio del silencio       | Nuove accuse e nuovi indizi | 10 aprile 2017   | 16 ottobre 2023      |
| 14 | Julieta                      | La confessione              | 17 aprile 2017   | 16 ottobre 2023      |
| 15 | La esposa abandonada         | Il ritrovamento             | 24 aprile 2017   | 16 ottobre 2023      |
| 16 | El factor de la culpabilidad | Epilogo                     | 1º maggio 2017   | 16 ottobre 2023      |